# Centenario de Chile

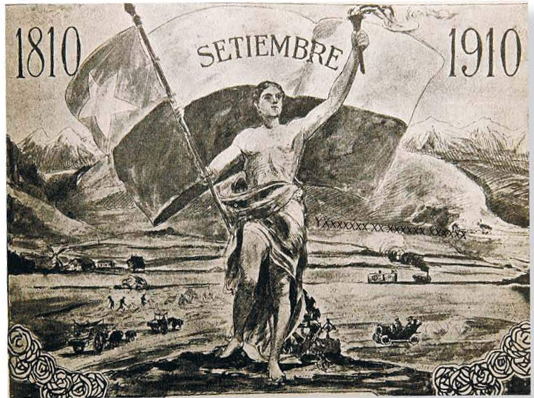
Afiche oficial.

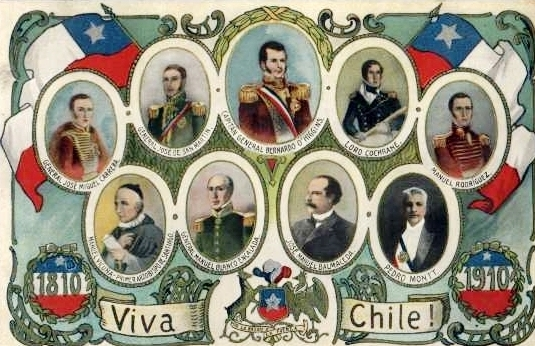
Tarjeta postal con motivo del Centenario.

El Centenario de Chile corresponde a la serie de celebraciones y actividades realizadas en 1910 para conmemorar los cien años del inicio del proceso de la Independencia de Chile. Dichos eventos acontecieron principalmente entre el 18 y 21 de septiembre del mencionado año, y fueron encabezados por el vicepresidente de la República, Emiliano Figueroa Larraín, debido a la muerte del presidente Pedro Montt y el primer vicepresidente, Elías Fernández Albano.
La Comisión Centenario de la República fue constituida en 1894, y su tarea fue proponer proyectos y actividades para los festejos. En 1905 se formó una nueva comisión, encabezada por el ministro del Interior de la época, Agustín Edwards Mac-Clure.
Se invitó a participar a delegaciones de los países amigos y vecinos, siendo Argentina uno de los países que comprometió la asistencia del presidente de la República. La delegación argentina fue encabezada por el presidente José Figueroa Alcorta, mientras que la delegación uruguaya incluía a los poetas Juan Zorrilla de San Martín y José Enrique Rodó.
Diversas obras fueron construidas para ser inauguradas durante ese año, como la remodelación del cerro Santa Lucía, la Estación Mapocho, el Palacio de los Tribunales y el Museo de Bellas Artes. Además, fueron inaugurados diversos monumentos conmemorativos, muchos de ellos correspondientes a donaciones de las colonias extranjeras residentes en Chile, entre los que destacan la Fuente Alemana de Santiago, el Monumento de la Colonia Francesa al Centenario de Chile, el Monumento al Genio de la Libertad de la colonia italiana y el Arco Británico en Valparaíso. Ese mismo año concluyeron las obras de alcantarillado y fue encendido el nuevo alumbrado público de Santiago.
Fueron publicados diversos documentos históricos relacionados con el 18 de septiembre de 1810, la Independencia, y los principales aspectos de los cien años de historia nacional. Los diarios El Mercurio y El Diario Ilustrado publicaron ediciones especiales con abundantes ensayos y escritos sobre la historia del país.
La fiesta del Centenario fue observada por distintos representantes de Europa y América. Se realizaron diversos concursos y exposiciones para mostrar los productos más destacados del país. Sin embargo, las celebraciones del Centenario no estuvieron exentas de críticas, puesto que muchas voces protestaron por la preeminencia de la clase alta chilena, y la ausencia de los sectores populares en la celebración. Otros protestaban por el gasto económico realizado en tiempo de crisis económica para las clases media y baja.
También se vivió una seguidilla de situaciones que llevó a ciertos círculos intelectuales a hablar de «la maldición del centenario».

## Eventos del Centenario

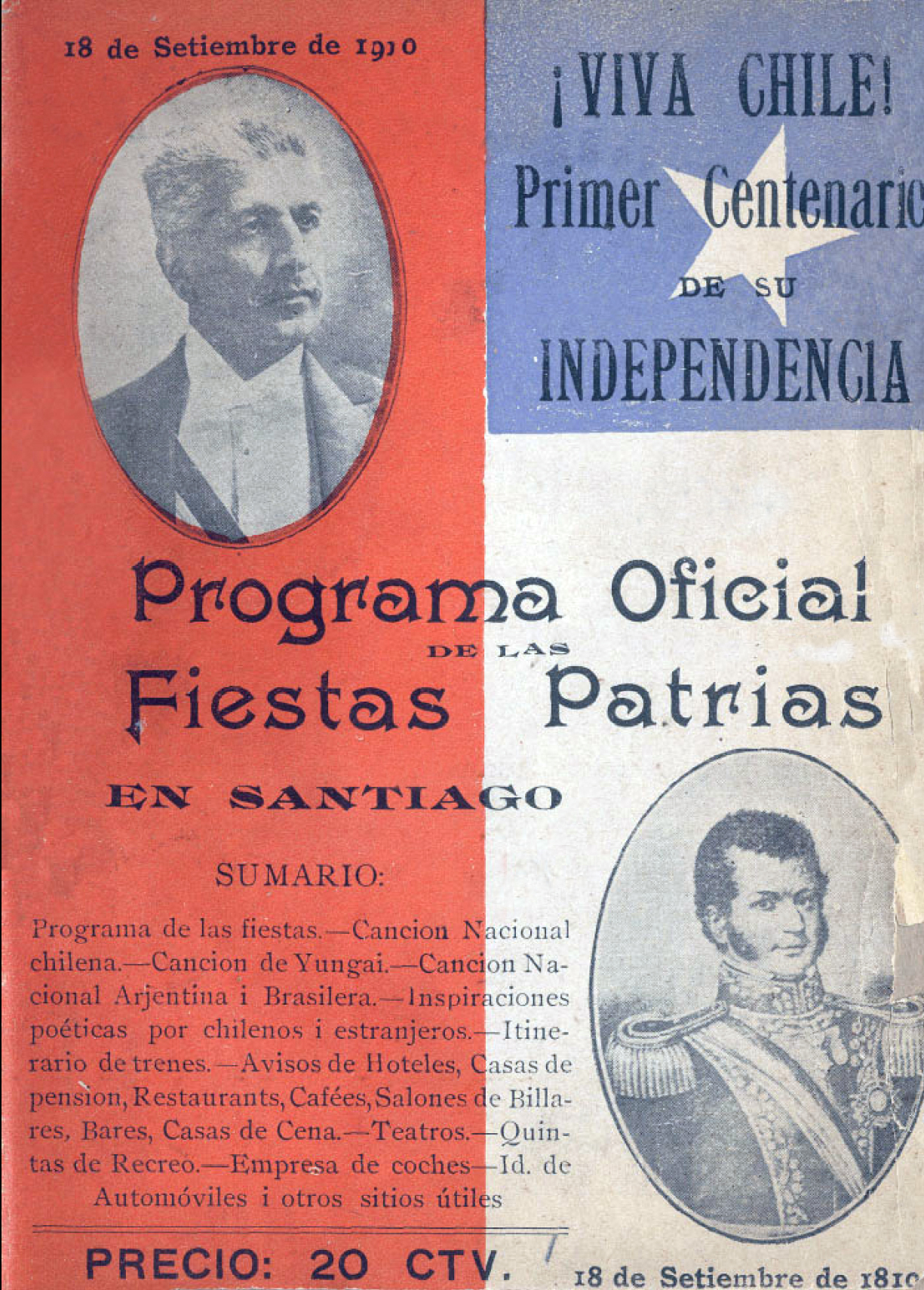
Programa Oficial del Centenario de la Independencia de Chile.

El 5 de septiembre fue inaugurada Gath & Chaves, la primera tienda departamental de Chile. Se ubicaba en un edificio de 4 pisos en la intersección de las calles Huérfanos con Estado, en el centro de Santiago.

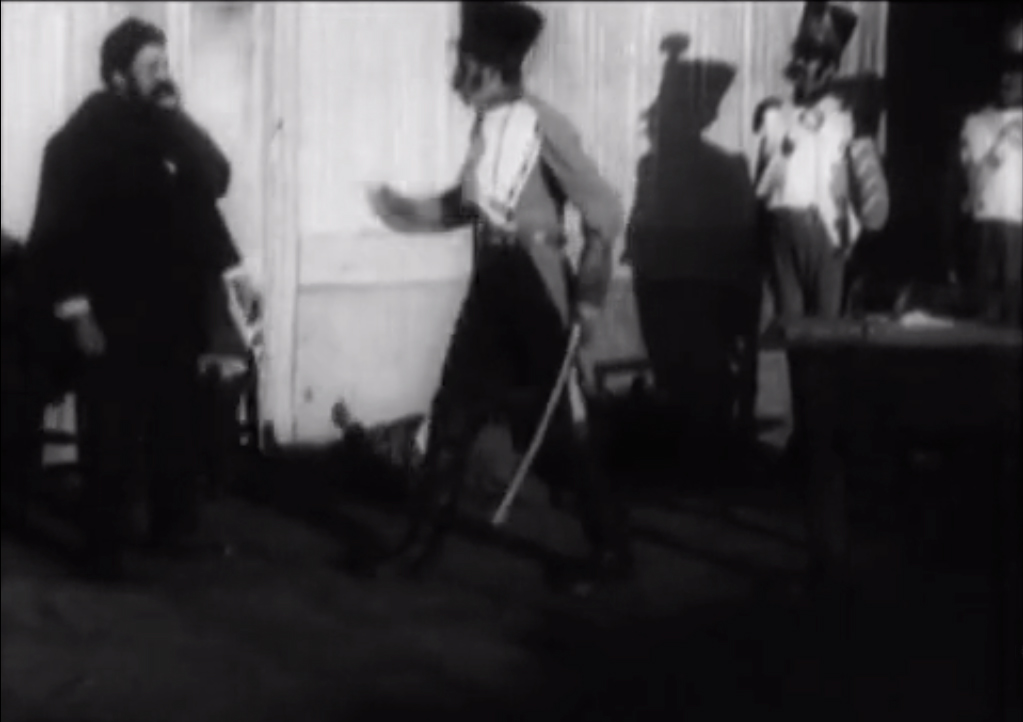
Fotograma de Manuel Rodríguez (1910), primera película argumental de Chile.

El 10 de septiembre se estrenó en el Teatro Variedades de Santiago el cortometraje Manuel Rodríguez, dirigido por Adolfo Urzúa Rosas a pedido de la Compañía Cinematográfica del Pacífico, y considerada la primera película argumental de Chile.
El 17 de septiembre se realizó un banquete ofrecido por el gobierno en el hall central del Palacio de la Moneda en honor a las delegaciones extranjeras. Los 250 invitados se repartieron en 6 mesas. A cada uno de los asistentes se les entregó una medalla conmemorativa de la ocasión. Tras el banquete, se realizó un desfile militar que recorrió la Alameda.
En la medianoche del 18 de septiembre, las campanas de las iglesias anunciaron la llegada del Centenario de Chile. Esa misma mañana, se desarrolló un desfile histórico, conmemorativo de la Batalla de Maipú, y en la cual los militares participantes vestían los uniformes de la época de la independencia. A las 14:00 horas se desarrolló el Tedeum en la Catedral Metropolitana de Santiago. Horas más tarde se colocó la primera piedra del Monumento a la Independencia, ubicada en la entrada del Parque Cousiño. En la tarde se celebró una fiesta en el Cerro Santa Lucía, organizada por la Municipalidad de Santiago, y para finalizar se presentó la ópera Aída en el Teatro Municipal.
El 19 de septiembre se desarrolló la Parada Militar en el Parque Cousiño (actual Parque O'Higgins), en la cual desfilaron 14 000 hombres. Al día siguiente se desarrolló el "Premio Centenario" en el Club Hípico de Santiago.
El 21 de septiembre fue inaugurado el Palacio del Museo Nacional de Bellas Artes, al mismo tiempo que era abierta la Exposición Internacional del Centenario, desarrollada en el interior del edificio. Asimismo, como parte de las «obras del Centenario», comenzó la construcción de la Población Huemul I, donde posteriormente fue inaugurado el Teatro Huemul. 
Otros eventos desarrollados durante las festividades del Centenario de Chile fueron el desfile naval realizado en Valparaíso, que contó con la presencia del vicepresidente Emiliano Figueroa y 12 naves de guerra extranjeras, y la fiesta de fantasía desarrollada por la familia Concha Cazotte en honor al presidente argentino.

## Lacrisis del Centenario

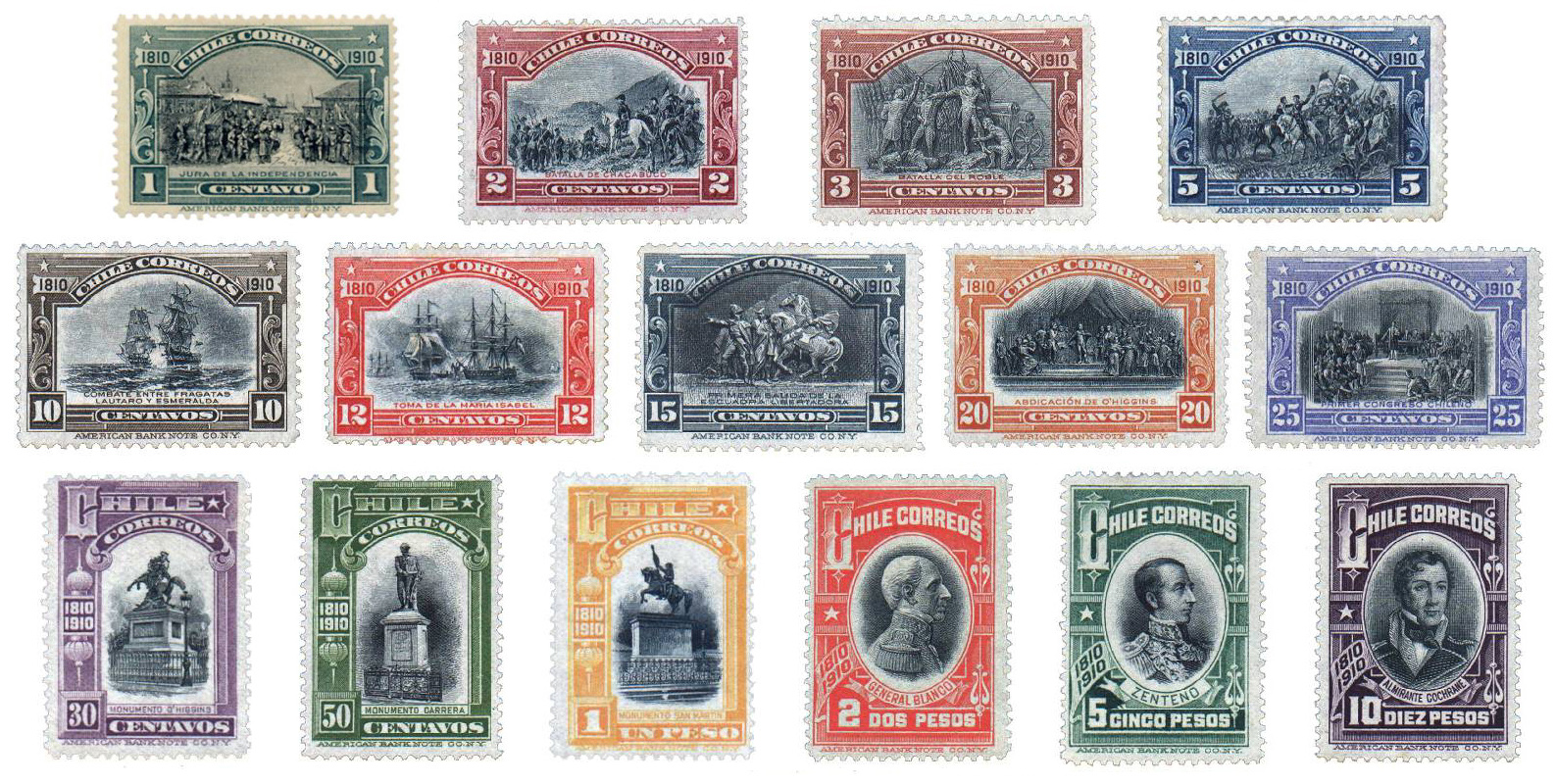
Estampillas conmemorativas del Centenario.

La idea de crisis estuvo muy presente en la vida nacional durante el curso de 1910, año de evaluaciones. Intelectuales de todas las posiciones políticas realizaban concienzudos análisis de la situación del país y denunciaban los males que la sociedad estaba generando:
- Enrique Mac Iver realizó el Discurso sobre la crisis moral de la República (1900), donde expuso la falta de dinamismo que observaba en la economía.
- Nicolás Palacios, en Decadencia del espíritu de nacionalidad (1907), indicaba cómo la raza chilena podía lograr más y culpaba a la oligarquía de su decadencia.
- Alejandro Venegas en Cartas al excelentísimo señor don Pedro Montt (1909), denunciaba que la inconvertibilidad de la moneda era la razón principal de la ruina del país y la copia de las costumbres europeas coincidiendo con Palacios.
- Luis Emilio Recabarren, en Ricos y pobres a través de un siglo de vida republicana (1910), preguntaba «¿Dónde está mi patria y dónde mi libertad? ¿La habré tenido allá en mi infancia cuando en vez de ir a la escuela hube de entrar al taller a vender al capitalista insaciable mis escasas fuerzas de niño?»
- Max Westenhofer, un intelectual alemán, en Informe Westenhofer (1911), cuestionaba la poca preocupación por la salubridad del país por parte de la oligarquía y la iglesia, y fustigaba los altos índices de mortalidad infantil.
- Francisco Antonio Encina, en La educación económica y el liceo (1912), mostraba cómo el tipo de educación liberal era inútil para el desarrollo industrial que se necesitaba.
- Tancredo Pinochet se disfrazó de campesino y trabajó para el presidente realizando el reportaje Inquilinos en la hacienda de Su Excelencia (1916).

Para algunos, esta crisis tenía su origen en la decadencia moral de la clase política de la época, lo que pareció confirmarse con la muerte sucesiva de dos presidentes de la República: Pedro Montt el 16 de agosto, y el que sería su sucesor, el vicepresidente Elías Fernández Albano, el 6 de septiembre. Este acontecimiento forzó la elección inmediata de un nuevo representante, surgido del acuerdo de todos los sectores políticos: Ramón Barros Luco.  Y el 6 de Septiembre se tuvo que designar un nuevo Vicepresidente Don Emiliano Figueroa Larrain Para asumir el breve período antes de las Elecciones y dar la cara para el Centenario en un acuerdo con el Congreso Pleno ante esta emergencia sobrevenida, El ministro de más antigua cartera asumia, en cambio, Para otros, sin embargo, la explicación debía buscarse en los conflictos sociales que se agudizaban día a día ante la mirada indiferente de la élite.
Pese a todos los inconvenientes y múltiples detractores, las fiestas del Centenario provocaron gran expectación y actividad en todas las ciudades del país, permaneciendo en el recuerdo, y en las memorias de sus contemporáneos, como una de las más importantes celebraciones del siglo.